# Milnerové z Milhauzu
Milnerové z Milhauzu (ale možné jsou také další varianty Myl(l)nerové, Millnerové, Müllnerové, či Milnárové z Milhausu, z Mylhauzu, z Mülhausu, z Mülhausenu, z Milhausenu, německy Müllner von Mülhausen) byli rytířský rod původem z Německa.

## Historie
Rod je zmiňován na počátku 17. století, byl usazený v severních Čechách, kde držel panství Mimoň, Děvín, Zvoleněves, Hlaváčovu Lhotu a některé další.
Bratři Petr a Jan Milnerové z Milhauzu byli významnými účastníky stavovského povstání. Měli též bratra Jiřího. Petr Milner z Milhauzu byl zpočátku císařským radou nad apelacemi, ale jako člen Jednoty bratrské později přešel k opozici a stal se dokonce místokancléřem české dvorské kanceláře Fridricha Falckého a jedním z členů stavovského direktoria. Bratři Petr a Jan byli odsouzeni k trestu smrti, avšak pouze v nepřítomnosti, neboť se všem třem bratrům podařilo v roce 1620 uprchnout z Čech a trestu tak uniknout.
Novodobou historií rodu Milnerů se ve své knize Cesta ke kořenům: odkaz šlechtického rodu Milnerů z Milhausenu a jeho nositelé zabývá teolog Pavel Hošek. 

## Erb
Erb Milnerů z Milhauzu tvoří štít dělený na dvě poloviny, v pravém zlatém poli je pokosový černý (jindy červený) pruh se třemi stříbrnými srdci, v levém modrém (jindy černém) poli je polovice zlatého palečného kola.

## Osobnosti rodu
- Petr Milner z Milhauzu, císařský rada nad apelacemi na Pražském hradě, místokancléř do roku 1620
- Jan Millner z Milhauzu, vlastnil panství Mimoň, Kočovskou tvrz
- Václav Vilém Milner z Milhauzu († 1696) [2]
- Kateřina Milnerová z Milhauzu, vdaná za Kašpara Chotka z Chotkova, hejtmana Pardubického kraje v letech 1578–1605. Ti měli dvě dcery, Markétu a Dorotu († 1582) v Kouřimi, pochované v děkanském kostele svatého Štěpána. [3]
- Friedrich Leopold Milner (1855–1911)
- František Milner (1884–1963)
- Josef Müldner (1880–1954), prozaik a básník, údajný potomek Petra Milnera z Milhauzu, autor literatury o něm (1934)
- Anna Milnerová-Milhauz, česká botanička (Gymnadenia europaea / pětiprstka evropská)